# デジタルミラーデバイス

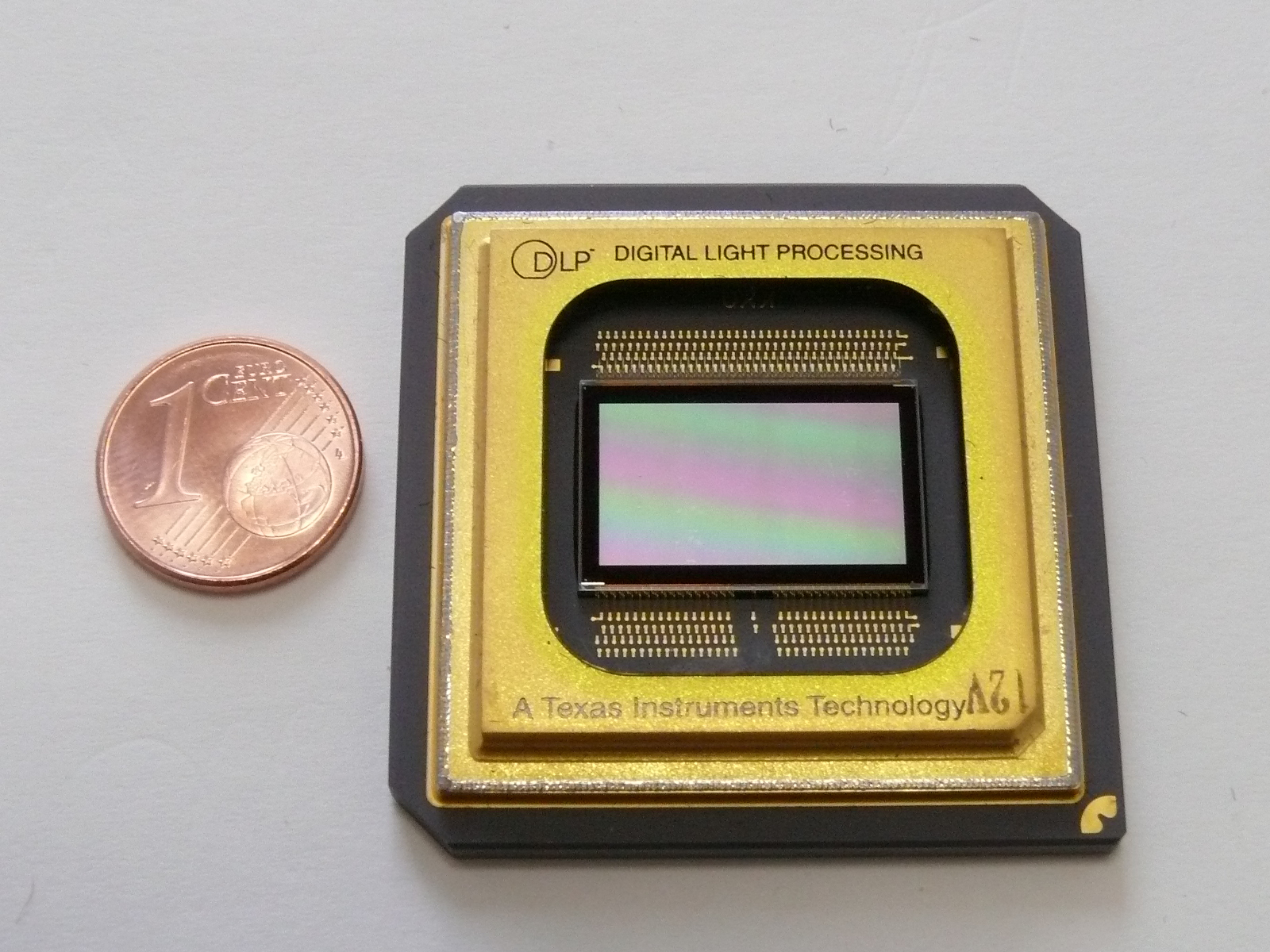
デジタルミラーデバイス(DMD)

画素の模式図

作動原理

デジタルミラーデバイス（Digital Mirror Device, 正式にはデジタル・マイクロミラー・デバイス〈Digital Micromirror Device〉）とは、可動式の微小な鏡を、集積回路の基板の上に多数配列したMEMSデバイスであり、表示素子の一種である。テキサス・インスツルメンツ (Texas Instruments、TI) によって開発された。

## 概要
1987年に、TI社のラリー・ホーンベック博士（2015年に米国アカデミー科学技術賞を受賞）が発明したもので、CMOSプロセスで作られた集積回路上にMEMS技術で、可動式のマイクロミラーを形成している。各マイクロミラーの鏡面サイズはおよそ10数μmであり、これが表示素子における1画素に相当する。このマイクロミラーを、数十万から数百万個、格子状に配列する。
各マイクロミラーは鏡面をねじれ軸周りに+/-12度傾斜させることができ、鏡面下部に設けた電極を駆動することにより「ON」（+12度）と「OFF」（-12度）の二つの状態を持たせることができる。ミラーが「ON」のときは内部光源からの光を外部（スクリーン）に反射しスクリーンに投射する、「OFF」のときは光を内部の吸収体に反射し外部には投射されない。従って、各ミラーを個別に駆動することにより、表示画素ごとに光の投射を制御することができる。
投射は以上のようにON-OFFの2値制御であるが、ON/OFFを高速で行い、ONの時間比率（幅、密度）で濃淡を表現するPWM方式を用いることで階調表現が可能である。白色光と1個のDMD素子を用いるとモノクローム（グレイスケール）表示ができる。また、入射光を回転式のカラーフィルタを通過させてRGBをフレーム周波数より高速で切り替えることにより1個のDMD素子でフルカラー表示が可能である。デジタルシネマでは、高画質化のためにRGB各色専用のDMD素子を用いて合成する3板式も用いられる。
利点としては
- 各画素がRGBのいずれかしか表現できない液晶ディスプレイやプラズマディスプレイと異なり、一つのミラーでフルカラーを表現できるので高精細である。
- 消光比も大きいためコントラストを大きくできる。
- 反射率が高いので明るい。（液晶の場合は透過であるため同じ光源を用いたときは暗くなる。偏光を使っているので原理的には1/2の明るさになる。）

などがある。
このDMDと専用信号処理技術を用いたプロジェクターの方式をDLP (Digital Light Processing) と呼ぶ。電子プレゼンテーションに用いられるデータプロジェクターでは小型軽量で高輝度・高解像度の製品を実現できるほか、スター・ウォーズ・シリーズなどのデジタル制作による映画の上映に使用されるようになっている。

## 用途
- デジタルシネマプロジェクタ
- 共焦点顕微鏡 - 空間光変調素子として使用される[3]
- 3Dプリンター - 光造形式の一部の機種で使用される。